# Lista de pontes de Roma
As pontes de Roma cortam o rio Tibre (em italiano:  Tevere), muitas delas desde a época romana. Algumas não sobreviveram ao tempo, e outras foram criadas pelas exigências da moderna cidade.

## Lista cronológica

### Pontes romanas sobre o Tibre
- Ponte Sublício (em latim Pons Sublicius): Construída por Anco Márcio (século VII a.C.), não existe mais.

- Ponte Emília (Pons Aemilius), hoje conhecida como Ponte Rotto: provavelmente construída no século III a.C., reconstruída em 179 a.C. e completada em 142 a.C., conserva-se, hoje, apenas uma arcada da reconstrução quinhentista e pilares originais da época romana.

- Ponte Mílvia (Pons Milvius), referida na Idade Média como Ponte Mollo: mencionada pela primeira vez em 207 a.C., foi reconstruída em 110 a.C. Abaixo dela, extra-muros, cruzava o rio Tibre quem viesse da Via Flamínia e da Via Cássia, encontrando-se na via Clodia e na via Veientana.

- Ponte Fabrício (Pons Fabricius), hoje Ponte dei Quattro Capi: de 62 a.C., ainda existe; liga a ilha Tiberina à margem esquerda do Tibre.

- Ponte Céstio (Pons Cestius), actual Ponte di San Bartolomeo: construída na metade do século I a.C. por Lúcio Céstio, irmão do Caio que construiu a Pirâmide de Céstio; foi restaurada no século IV, e da original resta apenas a arcada central, enquanto as laterais são de uma reconstrução do século XIX. Liga a ilha Tiberina à margem direita do rio.

- Ponte de Agripa (Pons Agrippae): construída por Marco Vipsânio Agripa, à época do imperador Augusto, foi alvo de numerosos restauros e reconstruções e corresponde à actual Ponte Sisto.

- Ponte Neroniana (Pons Neronianus) ou Ponte Triunfal (Pons Triumphalis): construída na época do imperador Nero, no século I, ainda são visíveis hoje em dia escassos restos que subsistiram na margem do rio, perto da actual Ponte Vittorio.

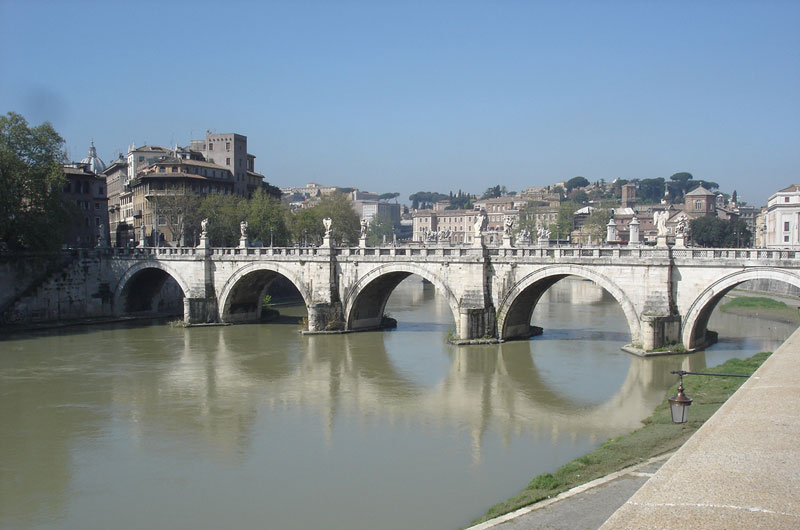
Ponte de Santo Ângelo, antiga Ponte Élio, na margem esquerda.

- Ponte de Santo Ângelo (antiga Pons Aelius, "Ponte Élio" ): construída originalmente no ano 134, durante o reinado do imperador Adriano, para ligar à margem esquerda do Tibre o Mausoléu de Adriano.

- Ponte Antonina (Pons Antoninus) ou Ponte Aurélia (Pons Aurelius): radical restruturação da Ponte de Agripa no ano 147, obra do imperador Antonino Pio, corresponde à actual Ponte Sisto.

- Ponte de Probo (Pons Probi): construída pelo imperador Probo (276-282) e reconstruída sob Teodósio I nos anos 381-387. Não existem mais vestígios.

- Ponte de Valentiniano (Pons Valentiniani) foi um restauro no século IV da Ponte Aurélia, corresponde à actual Ponte Sisto.

### Pontes modernas sobre o Tibre
- Ponte Sisto: construída no local da antiga Ponte Aurélia, mencionada pela primeira vez no século V. Foi depois chamada de Ponte Antonina. Parcialmente destruída em 772, foi reconstruída pelo papa Sisto IV, de quem emprestou o nome, no século XV.

- Ponte Garibaldi: inaugurada em 1888, obra do arquitecto Angelo Vescovali, era originalmente constituída por um pilar central e duas arcadas em ferro. Entre 1953 e 1958 as arcadas de ferro foram substituídas. Liga o bairro de Trastevere com o centro histórico da cidade (Via Arenula), imediatamente a montante da ilha Tiberina. Estende-se ao longo de 120 metros.
- Ponte Soldino ou Ponte dei Fiorentini: uma ponte de estrutura de ferro construída em 1863 perto da igreja de San Giovanni dei Fiorentini. Foi demolida em 1941 e substituída no ano seguinte pela Ponte Principe Amedeo, localizada cem metros mais adiante.

- Ponte Palatino: iniciada em 1886 e inaugurada em 1891 em substituição da antiga Ponte Emílio, a seguir à ilha Tiberina. Estende-se ao longo de 155 metros.

- Ponte Umberto I: inaugurada em 1885, obra do arquitecto Angelo Vescovali era destinada a servir o Palácio da Justiça ("Palazzaccio") e a ligar o bairro Prati com o centro histórico da cidade, na margem esquerda do Tibre. Dispõe três arcadas, ao longo de 105 metros.

- Ponte Regina Margherita (ou "Ponte Margherita"): iniciada em 1886 e inaugurada em 1891 é obra do arquitecto Angelo Vescovali. Liga o bairro Prati (Via cola di Rienzo) com a Piazza del Popolo ("Praça do Povo"). Dispõe de três arcadas revestidas de travertino, ao longo de 103 metros.

- Ponte Cavour: iniciada em 1891 e inaugurada em 1896, é obra do arquitecto Angelo Vescovali. Serve de elo do bairro Prati (Piazza Cavour) com o centro, à direita do rio. Dispõe cinco arcadas ao longo de 110 metros.

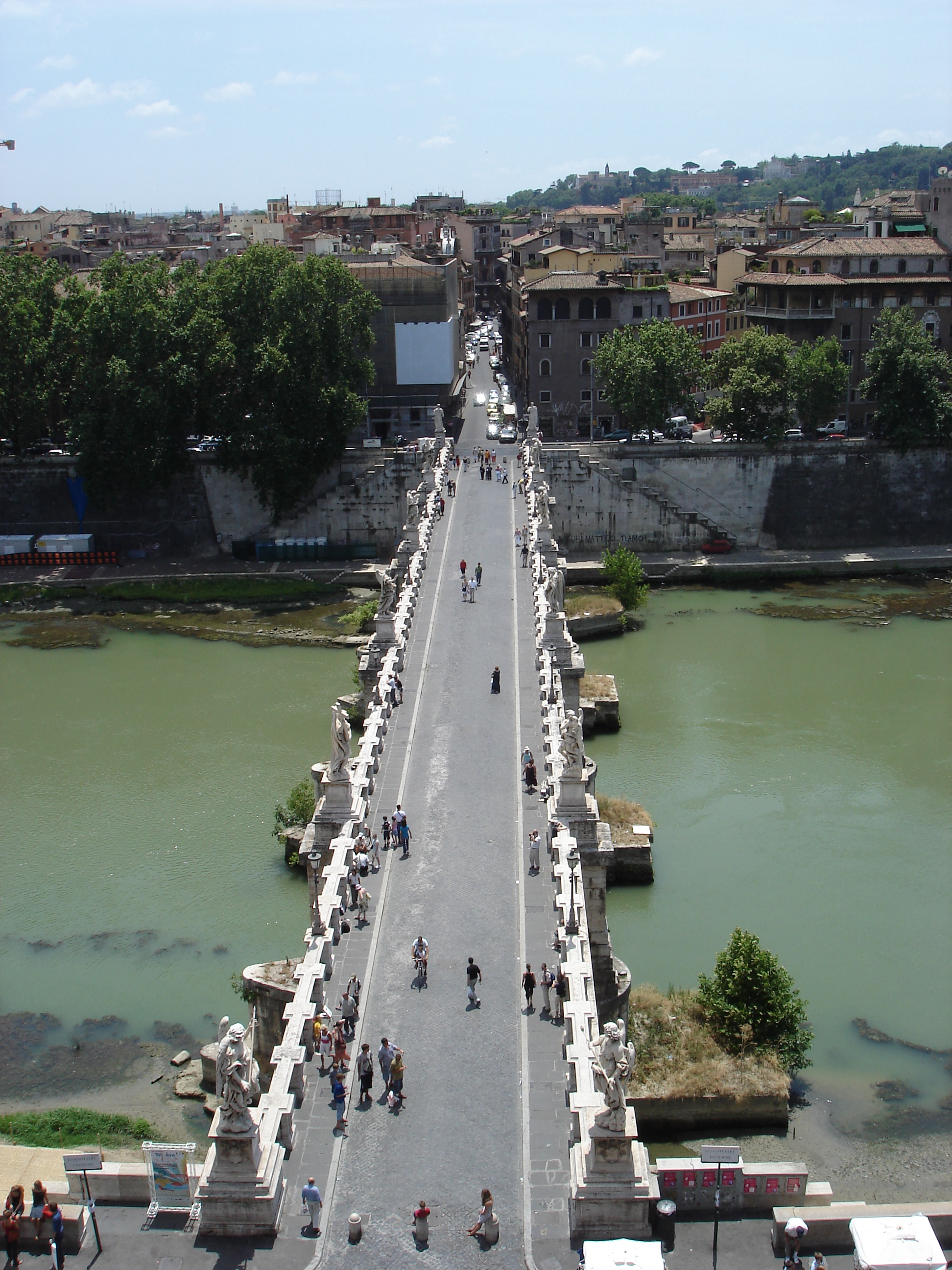
Ponte de Santo Ângelo, em fotografia do castelo.

- Ponte Mazzini: iniciada em 1904 e inaugurada em 1908, obra dos engenheiros Viani e Moretti. Liga a zona de Janículo com o centro. Dispõe três arcadas ao longo de 106 metros.

- Ponte ferroviaria di San Paolo: construída entre 1907 e 1910 em substituição da Ponte dell'Industria], serve a linha ferroviária entre os bairros de Trastevere e Ostiense. Dispõe três arcadas ao longo de 101 metros.

- Ponte Vittorio Emanuele II (ou "Ponte Vittorio"): projecto de Ennio De Rossi de 1886, foi inaugurada apenas em 1911. Liga o centro (Corso Vittorio) com o Vaticano, em substituição da antiga Ponte Neroniana e da Ponte de Santo Ângelo. Dispõe três arcadas ao longo de 108 metros e está decorada nas extremidades por altos-relevos.

- Ponte Risorgimento: construída em 1911 para ligar a Exposição Internacional de Arte, liga os bairros de Mazzini e Parioli. Construída em concreto armado, foi desenvolvida sobre uma única arcada de 100 metros, ao longo de 159 metros.

- Ponte Aventino ou Ponte Sublício: iniciada em 1914 pelo arquitecto Marcello Piacentini, foi inaugurada em 1919. Liga os bairros de Testácio e Ostiense (Via Marmorata) com o Trastevere. Dispõe três arcadas ao longo de 105 m.

- Ponte Matteotti: obra do arquitecto Augusto Antonelli, foi inaugurada em 1929 para ligar o bairro Prati com o bairro Flaminio. Originalmente tinha o nome de Ponte delle Milizie e, mais tarde, Ponte Littorio. O nome actual foi atribuído em 1945. Dispõe três arcadas ao longo de 138 metros.

- Ponte Flaminio: projectada em 1932 pelo arquitecto Armando Brasini, foi iniciada em 1939. Os trabalhos foram interrompidos pela Segunda Guerra Mundial, e retomados em 1947. Seria concluída em 1951. Realizada em calçada revestida de travertino, é ornamentada de torres de mármore que se assemelham a lampiões. Substituiu a antiga Ponte Milvio. Estende-se ao longo de 292 metros.

- Ponte Duca d'Aosta: iniciada em 1939 e inaugurada em 1942. Liga o bairro Flamínio com o Foro Itálico.

- Ponte Principe Amedeo: inaugurada em 1942 em substituição da ponte pedonal "dei Fiorentini". Dispõe três arcadas ao longo de 109 metros.

- Ponte Testácio, iniciada em 1938, projecto do arquitecto Bastianelli, devia ligar a Viale Aventino com a Estação de Trastevere, com o nome de Ponte d'Africa. Foi inaugurada em 1948]. Dispõe uma única arcada ao longo de 122 metros e quatro baixos-relevos em travertino.

- Ponte di Castel Giubileo, de 1951, pertence ao Grande Raccordo Anulare, nas saídas da Via Salaria e da Via Flaminia.

- Ponte della Magliana: projectada em 1930 pelo engenheiro Romolo Raffaelli para a zona da Exposição Universal de 1942(EUR), ainda em projecto, encontrava-se ainda incompleta em 1943, quando foi parcialmente destruída pelos exército alemão. Foi completada apenas entre 1945 e 1948. Constituída por sete arcadas em concreto armado, tem 224 metros de comprimento.

- Ponte Marconi: projectada em 1937 para unir o Trastevere com a zona da EUR, sendo completada apenas no ano 1954. Construção em betão armado, 235 metros.

- Ponte di Tor di Quinto: construída em 1960 em ocasião das Jogos Olímpicos de Verão de 1960, para ligar a nova Via Olimpica com os importantes edifícios desportivos na Acqua Acetosa. Dispõe sete arcadas de concreto armado ao longo de 72 metros.

- Ponte Pietro Nenni: construída entre 1971-1972 pelo arquitecto Luigi Moretti, é utilizado pelo metropolitano (linha A). Dispõe três arcadas de concreto armado.

- Ponte della Musica: construída entre 2008-2011, une o Lungotevere Maresciallo Cadorna com a Piazza Gentile da Fabriano, e servirá de ligação da zona do Foro Italico e do Estádio Olímpico de Roma com os edifícios de Maxxi, Estádio Flamínio e Auditorium-Parco della Musica no barrio Flaminio.

### Pontes sobre o rio Aniene
- Nuovo Ponte Mammolo
- Ponte Mammolo (demolida)
- Ponte Nomentano
- Ponte Salario
- Ponte Tazio
- Ponte ferroviario Ugo Forno
- Ponte di via delle Valli